# The Diamond Necklace (film 1921)
The Diamond Necklace è un film muto del 1921 diretto da Denison Clift.
La sceneggiatura prende spunto da La collana, racconto di Guy de Maupassant pubblicato il 17 febbraio 1884 sul quotidiano Le Gaulois, racconto che, fin dal 1909, venne adattato diverse volte per lo schermo.

## Trama
Dopo aver patito la povertà per dieci anni a causa di una collana persa che han dovuto ripagare, un cassiere e sua moglie scoprono che la preziosa parure perduta non era altro che un falso.

## Produzione
Il film fu prodotto dalla Ideal Film Company.

## Distribuzione
Nel Regno Unito, il film uscì nelle sale britanniche nel gennaio 1921 distribuito dalla Ideal. In Francia, preso il titolo originale del racconto di Maupassant, La Parure, il film venne distribuito il 27 maggio 1921 dall'Agence Générale Cinématographique.